# LkCa 15 b
LkCa 15 b – protoplaneta tworząca się w dysku protoplanetarnym wokół młodej gwiazdy LkCa 15 położonej w gwiazdozbiorze Byka.
Wiek protoplanety wynosi w przybliżeniu około 2 mln lat. LkCa 15 b otoczona jest przez rotujący obłok gazu i pyłu, którego materia akreuje na jej powierzchnię.
Planeta została odkryta w 2011 roku. Do zaobserwowania obiektu astronomowie użyli 10-metrowego Teleskopu Kecka. Według wstępnych szacunków masa planety może wynosić nawet 6 MJ. Krąży ona w odległości 15,7 ± 2,1 j.a. od swojej macierzystej gwiazdy, a jeden obieg zajmuje jej ok. 40 000 dni.